# Beretta 92
La Beretta 92 (també Beretta 96 i Beretta 98) és una sèrie de pistoles semiautomàtiques dissenyada i fabricada per Beretta Gardone val Trompia, de Brescia, Itàlia. Va ser dissenyada el 1972 i la producció de moltes variants de diferents calibres continua en l'actualitat. És famosa per haver substituït a la pistola M1911 de 11,43 mm com arma estàndard de les Forces Armades dels Estats Units el 1985, en la forma de la pistola M9.

## Història
La pistola Beretta 92 és una evolució de models previs de Beretta, més notablement de la M1922 i la M1951. El disseny de corredissa oberta prové de la M1922, mentre que l'armadura d'aliatge i el canó (originalment de la Walther P38) van ser usats amb anterioritat en la M1951. L'angle de l'empunyadura i el punt de mira integrat a la corredissa també eren elements comuns dels primers models Beretta.
La Beretta 92 va aparèixer per primera vegada el 1976 i va ser dissenyada per Carlo Beretta, Giuseppe Mazzetti i Vittorio Valle.

## Variants
Encara que només 5000 unitats del disseny original fossin fabricades entre 1975 i 1976, actualment és produïda en quatre configuracions diferents (FS, G, D i DS) i per a tres cartutxos:
- Sèrie 92 en 9 x 19 Parabellum.
- Sèrie 96 en .40 S&W.
- Sèrie 98 en 9 x 21 IMI.

## Història de la M9

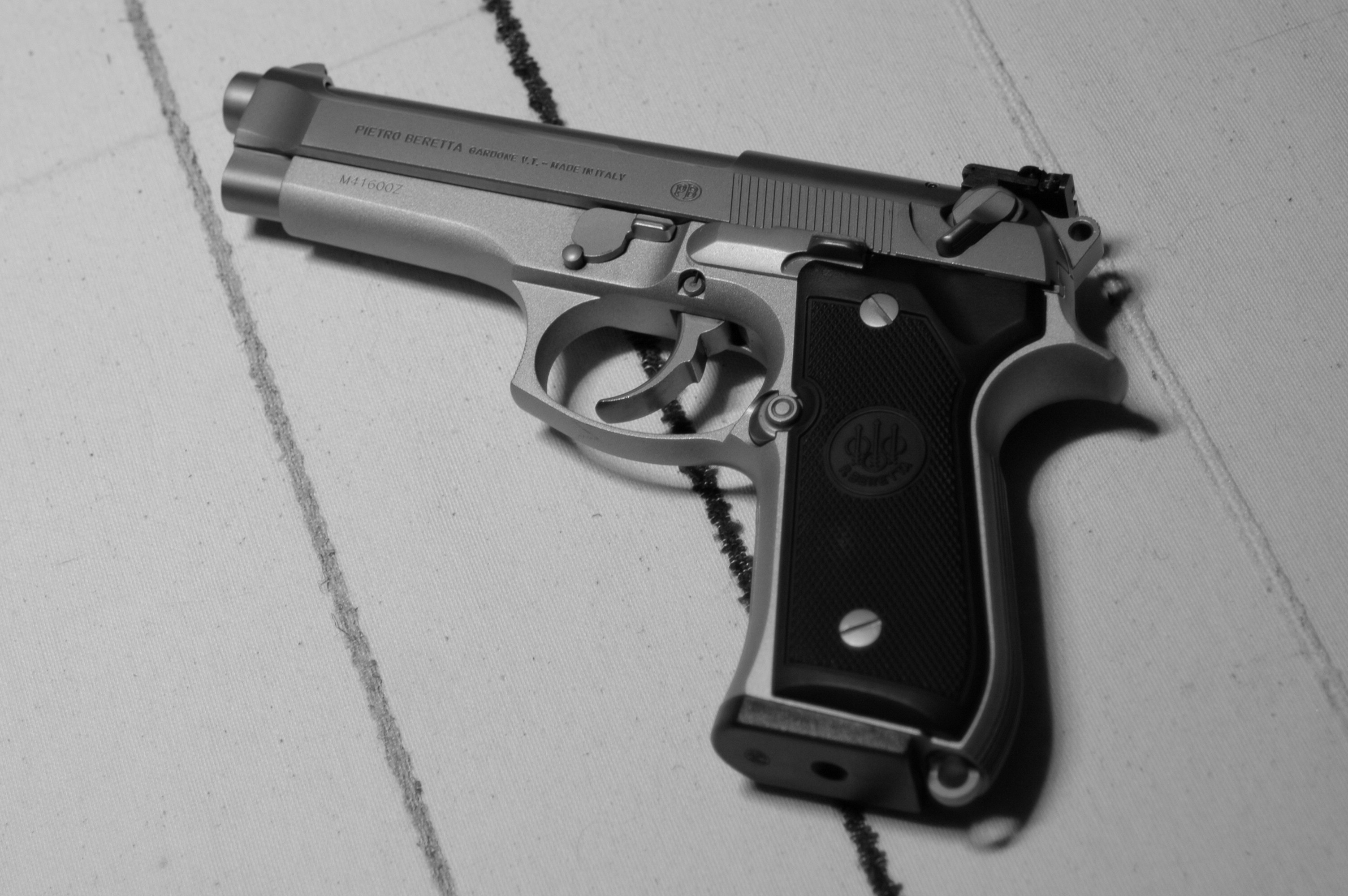
Beretta 92FS.

El 1970 va començar el projecte per al desenvolupament de la sèrie 92; el 1975 va sortir al mercat i va ser immediatament adoptada per les forces especials italianes. Beretta va tenir dos contractes importants: prop de 500.000 unitats per a les Forces armades dels Estats Units i prop de 230.000 unitats per a les forces armades franceses. Al cap d'un any de producció i proves impecables de les pistoles M9 a Itàlia, sota supervisió del Govern dels Estats Units, les proves i la posterior producció van continuar a la fàbrica de Beretta a Maryland, Estats Units.

Dibuix de la Beretta CF92.

Als Estats Units es va començar a utilitzar el cartutx M882 (9 mm) proveït per l'Exèrcit dels Estats Units, i amb aquesta nova munició van començar els problemes, quan en algunes proves les carcasses de les pistoles van mostrar fissures microscòpiques després de disparar 5000 tirs. En unes altres, els canons sotmesos a proves de resistència van mostrar una esquerda concèntrica dins de la recambra, i després, es van denunciar corredisses partides durant les proves de camp. Els primers peritatges realitzats per l'exèrcit suggerien que els problemes experimentats es devien a problemes de les pistoles en sí, a la qual cosa Beretta va respondre qüestionant les municions M882. Beretta va posar a prova el cartutx, i les proves independents van revelar nivells excessius de pressió en els trets (les pressions mitjanes excedien els 50 000 psi, contra els 35 000 psi màxims requerits per l'OTAN).
En virtut d'això, Beretta va desenvolupar un mecanisme de seguretat que reduïa significativament el risc que es partís la corredissa de la M9, alhora que l'exèrcit dels Estats units va canviar la càrrega propulsora del cartutx M882, després de la qual cosa no es van assenyalar problemes com els prèviament enumerats.
Les proves de resistència realitzades amb posterioritat per l'Exèrcit dels Estats Units van revelar una durada mitjana de 35.000 trets per a les carcasses, 22.000 trets per al forrellat i 75.000 trets per a la corredissa, excedint els requeriments del contracte (efectuar 5000 trets per pistola sense fallada). Així mateix, les proves de fiabilitat realitzades a les instal·lacions de Beretta USA (supervisades per observadors del Govern), van llançar com a resultat una falla cada 17.500 trets.
Altres marques com Flama o Taurus han fabricat rèpliques d'aquest model. Per 2009 Beretta USA anuncia un nou contracte amb l'exèrcit nord-americà per a la posada en producció de 450.000 pistoles M9 per una suma de 220 milions de dòlars, sent el major contracte d'armes curtes nord-americana des de la Segona Guerra Mundial.

## Usuaris
- Afganistan
- Albània[2]
- Argentina: Prefectura Naval Argentina; Policia Federal Argentina; Gendarmería Nacional Argentina; Policia de la Província de Còrdova.
- Brasil: Forces Armades de Brasil.
- Canadà[3]
- Colòmbia: Forces Armades de Colòmbia; Policia Nacional de Colòmbia.
- Espanya: Guàrdia Civil.
- Estats Units: Pistola estàndard de les Forces Armades dels Estats Units.
- França[4][5][6]
- Indonèsia[7]
- Iraq: Nou Exèrcit d'Iraq (variant 92FS).[8]
- Itàlia[9]
- Mèxic: Forces Armades de Mèxic -Forces Especials. Policia Federal de Mèxic[10]

- Perú: Va ser utilitzada per les Forces Especials de l'Exèrcit en l'Operació Chavín de Huantar. Policia Nacional Del Perú.[cal citació]